# Sint-Bernarduskerk (Sint-Gillis)
De Sint-Bernarduskerk of Sint-Bernarduskapel (Frans: Église Saint-Bernard of Chapelle Saint-Bernard) is een kloosterkerk in de Belgische gemeente Sint-Gillis in het Brussels Hoofdstedelijk Gewest. Het gebouw staat aan de Bronstraat 83. Ten zuidoosten van het kloostercomplex ligt de kloostertuin.
De kerk is gewijd aan Bernardus van Clairvaux.

## Geschiedenis
In 1607 werd de orde van geschoeide karmelietessen gesticht en hadden door de eeuwen heen drie eerdere kloosters.
Rond 1889-1890 werd het terrein aan de Bronstraat geschonken aan de kloosterorde.
In 1891 bouwde men het klooster naar het ontwerp van architect Émar Collès. Het gebouw bestond toen uit vier delen die samen een pandhof vormden.
In 1965 werd het kloostercomplex uitgebreid met een L-vormige aanbouw naar het ontwerp van architect Willy Reyns.
In 1966 werd de kapel overgedragen aan vzw Parochiale Werken van Sint-Gillis en in diezelfde periode werden de noordelijke kloostervleugel (deel D) en de klokkentoren gesloopt.
In 2005 werd de terrein van waar vroeger de noordelijke kloostervleugel stond aangekocht door de Vlaamse Gemeenschapscommissie, waar in 2012 werd begonnen met de bouw van het huis De Lork voor mensen met een verstandelijke handicap.

## Gebouw
Het gebouw bestaat uit zes delen, vier delen (A t/m D) stammende uit 1891 (waarvan er anno 2019 nog drie resteren) en twee delen (E + F) stammende uit 1965. Het oostelijke deel (deel A) is de kloosterkerk. De delen A t/m D vormden samen een binnenplaats, het pandhof. Het noordelijke deel van dit pandhof (deel D) is afgebroken en vervangen door nieuwbouw. Ten zuiden van het westelijk deel van het pandhof (deel C) is in 1965 naar het zuiden verlengd met nieuwbouw (deel E), achter de huizen parallel gelegen aan de Lausannestraat. Ten westen van het zuidelijk uiteinde van gebouwdeel E is aan de straat een appartementencomplex opgetrokken (deel F).
Het niet-georiënteerde kerkgebouw bestaat uit een eenbeukig schip met zes traveeën onder een zadeldak, nog eens twee traveeën onder een zadeldak met verlaagde noklijn en een driezijdige gesloten koor van twee traveeën onder een afgewolfd zadeldak met nog verder verlaagde noklijn. Tegen de oostzijde van het koor is de sacristie gebouwd. Tegen de westzijde van het koor is gebouwdeel B van het kloostercomplex gebouwd.